# Exilia
Gli Exilia sono un gruppo alternative/nu metal italiano, formatasi a Milano nel 1998.

## Storia

### Gli inizi,Unleashed(1998–2002)
Il gruppo attuale si fonda nel 1998, ma già nel 1993 l'incontro fra la cantante Masha Mysmane e il chitarrista ElioAlien porta alla registrazione di un primo album per la Nuova Fonit Cetra, in compagnia di Siro Burchiani al basso e Fabrizio Uccellini alla batteria, lavoro che però non è mai stato pubblicato a causa della chiusura dell'etichetta.
Il loro primo album è del 2000, Rightside Up ed esce per l'etichetta No Disc/Universal, che li fa apprezzare soprattutto in Germania, qui pubblicato da Pangg. 
La formazione che suona nell'album e nel tour successivo vede la presenza di Frank Coppolino al basso e Ramon Rossi alla batteria.
Nell'ottobre del 2001 suonano da gruppo di supporto a Mambo Kurt in Germania, a cui seguono date nei Paesi Bassi ed Austria. Nell'agosto 2002 vincono in Germania il premio MTV "New Comers" suonando al "Gun Record's Birthday" di Colonia assieme a band come H-Blockx, Skindred, Paradise Lost e Guano Apes.
Nel 2003 esce l'EP Underdog, il gruppo è in tour in Germania con gli In Extremo e nel tour italiano dei Paradise Lost. Il brano I Guess You Know tratto dall'EP e reinciso per l'occasione con il cantante degli In Extremo, viene selezionato per la compilation Crossing all over Vol.17.

### In tour,Can't Break Me Down(2003–2005)
Nel maggio 2003, prendono parte, come special guest, al "Forestglade Kick-Off tour" dei Therapy? a Vienna. Nel giugno dello stesso anno partecipano ad importanti festivals come: "Taubertal Festival" a Rothemburg, insieme, tra l'altro, agli H.I.M. e ai Within Temptation, al "Forestglade Festival" a Vienna, con Rollins' band, Underwater Circle, Cardigans e Guano Apes, al centenario della Harley Davidson ad Amburgo e al "MTV Campus Invasion" a Gottinga insieme a Skin, H.I.M. e SEEED.
Nel 2004 pubblicano il secondo album Unleashed con il quale entrano nella Top 40 in Germania grazie a hit come Stop Playing God, singolo primo estratto dall'album e accompagnato dal video diretto da Eric Filizli e Coincidence.
Sono inoltre band di supporto dei Rammstein in un lungo tour  Europeo di due mesi che tocca le principali capitali sul territorio arrivando fino a suonare a Mosca all'Olimpya stadium di fronte a 18.000 persone.
Il 21 marzo 2005 viene pubblicato il nuovo singolo Can't Break Me Down con relativo video in rotazione su MTV e VIVA in Germania, Svizzera e Austria, il brano è viene inserito nella colonna sonora del film The Clown. Nel 2005 c'è un cambio di formazione: il batterista Andrea Ge lascia il posto ad Ale Lera, viene inoltre pubblicato il DVD Unleashed. Nel gennaio 2006 la band inizia la produzione in Germania del nuovo album che uscirà intorno a luglio 2006, durante un break dalle registrazioni gli Exilia annunciano la loro partecipazione al famoso South by Southwest Music Festival ad Austin, Texas che celebra il suo 20º anniversario.

### Nobody Excluded,My Own Army,Naked(2006–2010)
Nel luglio 2006 esce il loro terzo album Nobody Excluded, trainato dal singolo Kill Me di cui viene realizzato un video documentario sulla vicenda Guantanamo in collaborazione con Amnesty International per la lotta contro l'abuso dei diritti umani. Nel gennaio 2007 inizia il "Nobody Excluded" tour che tiene la band impegnata per 35 concerti in tutta Europa con esibizioni con il "tutto esaurito".
Il secondo singolo estratto dall'album è Your Rain che diventa parte della colonna sonora del telefilm Grey's Anatomy riscuotendo un notevole successo. A gennaio 2007 prende il via il "Nobody Excluded" tour. Nell'estate 2007 gli Exilia prendono parte a molti dei maggiori festival in Germania, Svizzera e Austria tra cui il famoso "Bochum Total", che li ha visti protagonisti davanti a 8000 spettatori in un energico duetto con la band Dog Eat Dog.
Nel settembre 2007 inizia la collaborazione con l'inglese Imortal Media, che già supporta band come Arch Enemy e Lacuna Coil. Nel novembre 2007 Imortal Media pubblicò un DVD di sport estremi e moto stunt in cui vengono incluse alcune canzoni del gruppo. Nel 2008 Masha inizia a collaborare con Metal Maniac e la band inizia la produzione del nuovo album My Own Army con Dave Chavarri dei Ill Niño; il cd esce nel febbraio dell'anno seguente. Primo singolo estratto è Are You Breathing?. A ruota la band intraprende il tour europeo, insieme ai God Forbid, di supporto alla band di Dave Chavarri. L'album viene distribuito anche negli Stati Uniti tramite la Koch Records. Pubblicano come singolo una loro versione del successo di Phil Collins In the Air Tonight.
Nel marzo 2010 Ale Lera viene sostituito da Robb Iaculli in occasione del SXSW Festival in Texas.
Nel gennaio 2010, conclusosi il tour, il gruppo rientra in studio per un nuovo lavoro pubblicato in edizione limitata: Naked.
L'album include versioni unplugged dei loro più noti successi come Stop Playing God, coincidenza, Starseed, un nuovo pezzo No Tears for You (brano edito come singolo o mixato al White Studios di Berlino da Clemens Matznick) e alcuni bonus inediti. Ogni copia dell'album viene autografata dalla band e resa disponibile nei negozi alla fine di aprile 2010.
A marzo 2010, ricevono l'invito a partecipare nuovamente al SXSW Festival a fianco a quasi 2.000 gruppi musicali da tutto il mondo in oltre 80 palchi nel centro di Austin, in Texas.
Il 28 maggio 2010, Naked viene pubblicato in tutta Europa.
La band parte con il nuovo tour europeo "Phoenix" il 1º ottobre 2010 da Milano a cui seguono date in Svizzera, Austria, Germania e Regno Unito.

### Decode(2011–present)
Alla fine di febbraio 2011 tornano ai Principal Studios in Germania per registrare il loro quinto album Decode composto da 12 tracce. Masha descrive l'immagine di copertina come quella di una musica che è impatto costante con una realtà così viva e priva di compromessi che non può certo essere contenuta in una "scatola commerciale".
Vi collaborazioni il vecchio amico Stephan "Gudze" Hinz, bassista della band H-Blockx, in Over The Edge e Dave Pensado mixa Satellite, brano di apertura dell'album.
A gennaio 2012, girano il video del primo singolo Over the Edge, diretto da Oliver Sommer (Ava Studios), il cui concept è ispirato a un breve surreale racconto di Roald Dahl. Il 4 marzo 2012, il brano è colonna sonora della European Wrestling competition (EWP).
Il 30 marzo 2012, Decode viene pubblicato e distribuito e porta la band in tour in tutta Europa dove in alcune date diventano special guests di Megaherz e Hed PE.
A novembre 2012, esce il video del loro secondo singolo Satellite, canzone di protesta che racconta la nostra realtà dettagliando i problemi ambientali del nostro mondo contemporaneo e quelli legati alla guerra.
A gennaio 2013 Reebok sceglie la canzone Unconventional come colonna sonora del promo video per il Web e la TV della Reebok CrossFit, evento invernale della nota società.
A marzo 2013, la band è negli Stati Uniti per un breve tour promozionale dove suona in alcune delle principali città partendo da San Francisco e Los Angeles, esibendosi sul palco del celebre Whisky a Go Go e partecipa nuovamente al SXSW di Austin, suona al Rooftop Club per due giorni consecutivi e infine come gruppo di supporto in alcuni degli show del "Seduce and Destroy" tour 2013 degli Otep. Tra maggio e luglio 2013 il gruppo è ritornato in America dove tra l'altro supportano i Drowning Pool durante il loro "Resilience Tour".
Nel 2014 gli Exilia sono nuovamente sul territorio americano come supporter ai Buckcherry per il tour a supporto dell'album Confessions.

## Discografia
Album in studio
- 1999 - Rightside Up
- 2004 - Unleashed
- 2006 - Nobody Excluded
- 2009 - My Own Army
- 2012 - Decode
- 2015 - Purity
- 2023 - Heroes and Dust

EP
- 2003 - Underdog
- 2010 - Naked

Singoli
- 2004 - Stop Playing God
- 2004 - Coincidence
- 2005 - Can't Break Me Down
- 2006 - Your Rain
- 2012 - Over the Edge
- 2015 - She Is Not Me
- 2018 - Feel the Fire
- 2020 I am God

## Formazione

### Formazione attuale
- Masha Bonetti - voce
- Wolve - chitarra
- Tambu - basso
- Mark Campailla - batteria

### Ex componenti
- Elio Alien - chitarra (1998 - 2011)
- Andrea Ge - batteria (1998 - 2005)
- Frank Coppolino - basso (1998 - 2001)
- Random - basso (2001 - 2005)
- Ale Lera - batteria (2005 - 2010)
- Rob Iaculli - batteria (2010 - 2013)
- Aimer - chitarra (2011 - 2013)
- Carlo Chiarenza - chitarra (2013 - 2016)